# Jacques-Michel Hurel de Lamare
Jacques-Michel Hurel de Lamare (París, 1 de maig de 1772 – Caen, 27 de març de 1823)[1] fou un violoncel·lista francès.
Va ser deixeble de Duport i després de romandre una temporada a l'orquestra del teatre Feydeau, es dedicà a donar concerts en les principals ciutats d'Alemanya i Rússia, assolint grans èxits arreu. No obstant, jove encara abandonà la carrera de concertista i es retirà a Caen per gaudir de la fortuna que havia reunit.